# Milkau (Adelsgeschlecht)

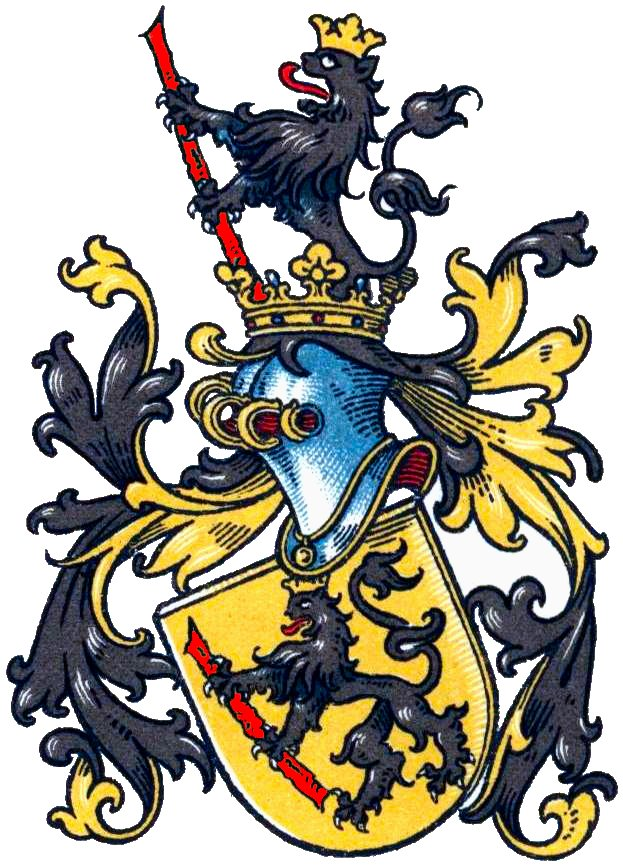
Stammwappen derer von Milckau im Wappenbuch des Westfälischen Adels (mit rot koloriertem Stab)

Milkau (Milckau) ist der Name eines meißnisch-osterländischen Adelsgeschlechts. Das Geschlecht gehörte zum Meißnischer Uradel mit gleichnamigem Stammhaus in Milkau bei Rochlitz. Die Namensschreibweise wechselte zwischen Milikau, Myllekaw, Mylka, Melkow, de Mi(e)lcowe, Milkaw, Milckau und Milkau. Sowie zwischen Milckaw, Mölckau, und sehr alten Formen, wie: Milkowe, Mylkaw, de Milik.

## Geschichte

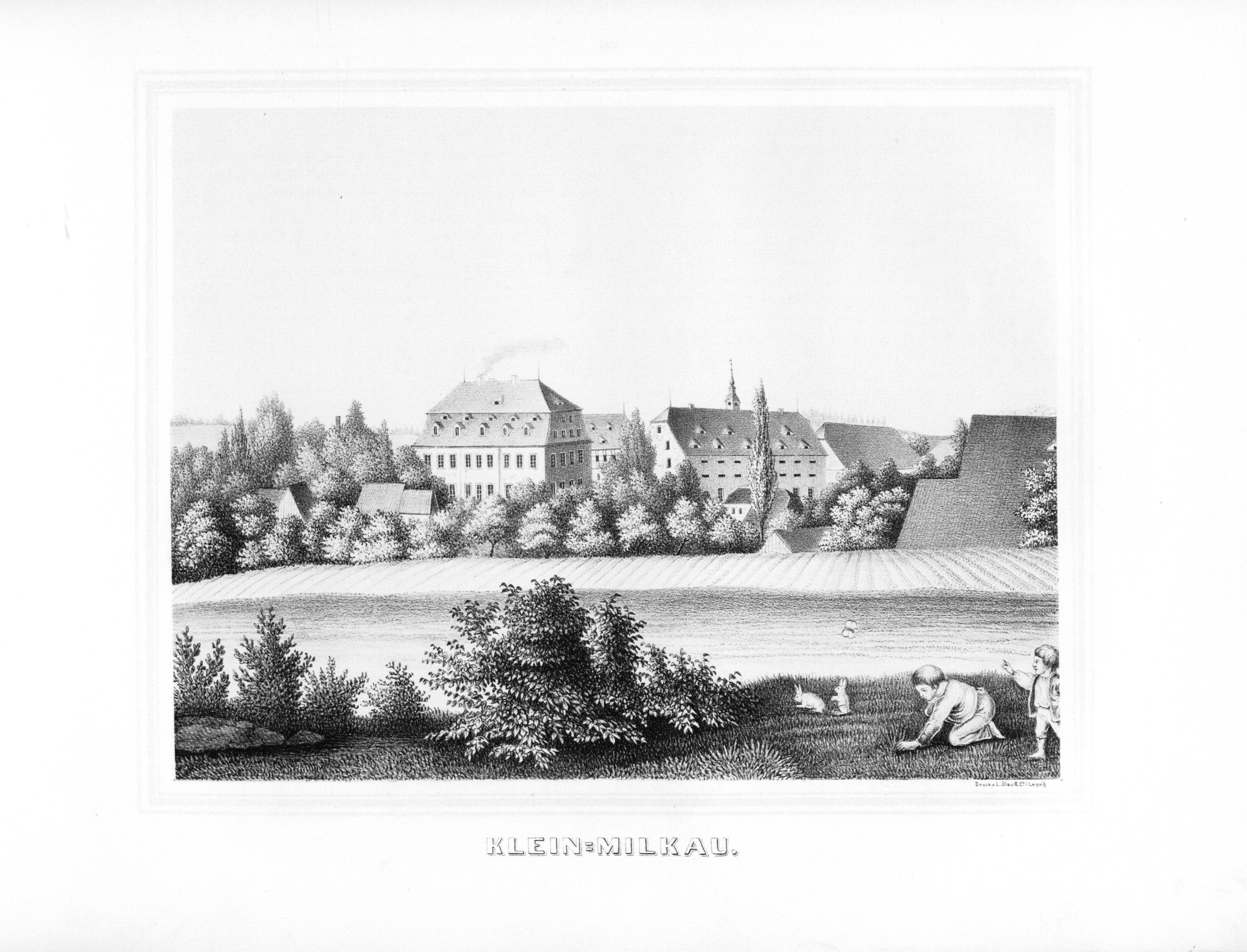
Rittergut Kleinmilkau (um 1860)

Das alte meissensche Adelsgeschlecht besaß schon 1329 Groß- und Kleinmilkau als Stammsitz.
Der Name könnte vom polnischen Landgut Milckow stammen, von da an das schlesische Schloss Milckow gelangt sein. Die erste urkundliche Erwähnung findet sich in einem Brief von Hermann von Milckau an den Markgraf Friedrich zu Meissen. Die tatsächliche Herkunft ist anhand von Dokumenten nicht nachweisbar, so stellt die Herkunft aus Polen nur eine Möglichkeit dar, bei Valentin König und anderen Quelle wird auch eine Herkunft aus Ungarn vermutet.
Richard von Mansberg teilt die Familie von Milkau in der frühen Zeit in zwei Linien auf. Erstens: Obere Linie: Groß- und Klein· Milkau bei Rochlitz und zweitens: Untere Linie: Melkau (Mölkau) bei Leipzig. Der familiäre Zusammenhang wird nicht von ihm aufgezeigt. Die letzte Regeste im Werk von Mansberg zur Unteren Linie stammt aus dem Jahre 1559: „Nickel v. M. (Lossa 23. Januar) antwortet dem Briefe des Schössers mit dem Bemerken, dass er ausführlichen Bericht sende.“ Die beiden Linien sind miteinander verwandt, da in der Regeste von 1557 bzgl. Joachim von Milkau aus der Oberen Linie in Bezug auf Nickel v. M. aus der Unteren Linie von Agnaten gesprochen wird.
Wann es zur Aufteilung zwischen Groß- und Kleinmilkau kam, ist nicht bekannt. Es muss nach Vorlage der Regesten vor 1400 geschehen sein. Die Linie Großmilkau starb mit Moritz Joachim von Milckau ca. 1683 aus. Er hatte aus wirtschaftlichen Gründen auf das Rittergut Großmilkau verzichtet, welches ein Vetter George Wilhelm von Milckau aus der Linie Kleinnmilkau käuflich erwarb und somit der Stammsitz bis zum Verkauf 1803 an Moritz Carl Christoph von Arnim im Besitz der Familie aus der Kleinmilkauer Linie blieb. Von der Linie Großmilkau trennte sich im 17. Jahrhundert die Linie Gepülzig ab. Aus der wiederum die Linie zu Altenschönfels und Dallwitz entstammte. Während die Linie Altenschönfels schon nach 4 Generation im männlichen Stamm verstarb, blieb die Dallwitzer Linie die am längsten existierende männliche Linie. Sie erlosch mit dem Tod von Erich von Milkau in den letzten Kriegstagen 1945.
Aus der Linie Kleinmilkau gingen u. a. noch die Linie zu Hohnbach und dann später zu Schwede (Westfalen, Bistum Münster) und Wormstedt (Thüringen, Sachsen-Weimar) hervor. Der letzte männliche Nachkomme aus der Linie Schwede Johann Adam Friedrich Wilhelm erwarb am 17. Juli 1790 den Stand eines Reichsgrafen. Er verstarb gem. seinem Testament ohne Nachkommen am 16. Dezember 1794 in Dresden. Die Line zu Wormstedt erlosch mit dem Tod des minderjährigen Ludwig Ehrenfried Ernst August von Milkau am 14. Juli 1819 zu Camburg (Dornburg).

### Früheste Erwähnungen
1222. Heinricus de Milik bezeugt des Bischofs Engelhard von Naumburg Urkunde über die Stiftung der Karthause bei Krimmitschan.
1233. Cesarius de Milkowe: 1233 Erwähnung als Zeuge bei der Gründungsurkunde von Kloster Geringswalde neben "... Zeugen aber dieser Handlung sind: Konrad von Landsberg, Heinrich und Friedrich, Brüder von Polek, Curatoren; Thimo und Volrad, Brüder von Colditz, Johannes von Rochlitz, Heinrich von Hartha, Otto von Gerhardsdorf(Gersdorf), Heinrich von Pichne ?, Dietrich von Abendorf, Friedrich von Portitz, Johannes von Altendorf, Heinrich von Böhlen. Kleriker:Gottfried von Weistropp, Caesarius von Milkau, Heinrich von Zettlitz, Gerbot von Leisnig, Gunzelin, Ludolf, Sigfried, Stadtpfarrer von Wildenfels … im 1233. Jahre des Herrn am 2. Januar. Damit ist er die erste bekannte urkundlich nachweisbare Person der Familie nach heutigem Stand.
1302. Frisco de Milcowe bezeugt des Klosters zu Buch Vergleich mit Herrn Hugo von Wolkenberg über das Dorf Nauenhain.
1306. Arnold v. Myllekaw bezeugt das Bündnis, welches Herr Friedrich v. Schonenburg schließt mit den Städten Zwickau, Altenburg und Chemnitz.
Die Milkaus hielten das adlige Element in Grimma im Zeitraum nach 1563 aufrecht, indem sie ihre Kinder an die dortige Klosterschule St. Augustin schickten.

### Weitere Erwähnungen
- Im 17. Jahrhundert erwarb Melchior von Bodenhausen (Sohn des Wilke) Gut Leubnitz auf welches die von Milkau schon eine Anwartschaft hatten. In der Folge entbrannte ein Rechtsstreit mit den Erben des Leonhard von Milkau zu Christgrün (Gottfried v. M. auf Alberoda, Hiob v. M. d. Jüngere auf Altenschönfels und Christoph Jahn v. M auf Merzdorf) wegen der Gewähr von 2000 Gulden neben den aufgelaufenen Zinsen. Der Rechtsstreit hatte 1616 begonnen und zog sich bis zu einem abschließenden Vergleich zwischen den milkauischen Erben und Franz Wilke von Bodenhausen (Sohn des Otto von Bodenhausen) in das Jahr 1645.[11]

### Kollatur der Kirche zu Krossen und Milkau durch die Familie 1497–1818
- 1497. Bischof Johannes von Meissen bestätigt (23. Juni) die Trennung der Filiale zu Krossen von der Mutterkirche zu Gross Milkau auf Wunsch Caspars v. M. auf Kleinmilkau (erwähnt 1439–1498), der die neue selbständige Pfarre mit einem Hause, mit Acker, Wiese, Holz und mit jährlichen 20 Scheffel Korns Decem bewidmet. Als erster Pfarrer zu Krossen ist Er Jacobus Hein bestellt, nach seinem Tode und bei jeder späteren Erledigung sollen Caspar und Heinrich v. M., unter ihren männlichen Nachkommen allzeit der Älteste über Besetzung der Pfarrstelle verfügen.[12] Pauls Schrader (s. Literatur) schrieb auf S. 118: 1497 gründete nach der 1800 mitverbrannten Stiftungsurkunde am 23. Juni Caspar von Milckau die Crossener Pfarrei. Die Kirche zu Crossen soll bis zum 1. Weltkriege noch eine Glocke von 14976 besessen haben ich (Schrader) habe sie selbst noch gesehen, aber die Inschrift war infolge der Enge des Stuhles nicht zu lesen. Bei Valentin König wird zu Beginn der Milckauischen Genealogie die Stiftungsurkunde noch zitiert.

- 1818, den 4. Juni verstarb Wilhelm Friedrich Melchior v. Milkau hess. Oberst u. Erb-, Lehn- und Gerichtsherr auf Wormstaedt.[13] Mit ihm endete die Kollatur der Familie von Milkau für Krossen und Milkau und ging auf die Söhne des (Moritz) Carl Christoph Arnim über. Job Adolph Friedrich von Milkau hatte zuvor das Kollaturrecht an Carl Christoph von Arnim (Käufer von Großmilkau) verkauft. Sein Bruder Job August Wilhelm (s. auch Abschnitt: Bekannte Vertreter) hatte dem Verkauf zugestimmt. Die beiden Brüder hatten für sich und ihre zukünftigen Nachkommen in dem Vertrag auf das Kollaturrecht verzichtet (Cessionsvertrag von 1810). Allerdings hatte Job Adolph Friedrich nicht die Befugnis dafür, da er nicht der Geschlechtsälteste war und Wilhelm Friedrich Melchior hatte ihm das Recht erfolgreich strittig gemacht. Jobst Christoph von Römer, als Lehen-Vormund der 3 unmündigen Söhne des Carl Christoph von Arnim (Georg Heinrich Wolf, Hans Carl und Friedrich Henning) beantragte 1820 die Wirksamkeit der Abgabe der Kollatur von Job Adolph Friedrich v. Milkau aus 1810 an Carl Christoph von Armin. 1847 gab es noch ein Nachspiel hierzu: Im Jahre 1847 hatte sich Job Clemens Albert Adolf v. Milkau aus der württembergischen Linie gemeldet und wollte die Kollatur vorzeitig vor dem Tod seines Vaters Job August Wilhelm, damals der Älteste der Familie von Milkau antreten. Es gab eine Untersuchung deren Ausgang nicht in den Akten enthalten ist.[14][15][16][17]

### Letzte Erwähnungen
Der letzte nachweislich bekannte männliche Namensträger ist Erich von Milkau (* 10. Dezember 1882 Tharandt, Standesamt Tharandt) auf Rittergut Quolsdorf (Kreis Niesky, bei Hänichen Ober-Lausitz) Tod durch eine Landmine auf der Flucht 1945 erloschen (Zeugenaussage einer mitgeflohenen Person gegenüber dem zuständigen Pfarrer). Weibliche Mitglieder der Familie lebten noch in Tharandt bei Dresden in der ehemaligen DDR. Gertrud die unverheiratete Schwester von Erich verstarb in Tharandt am 24. Oktober 1974 (Standesamt Tharandt) und war die letzte Namensträgerin.

## Wappen
- Das Stammwappen der Freiherren bildet ein doppelt geschweifter, gekrönter schwarzer Löwe auf Gold, welcher in beiden Vorderpranken einen abwärts gekehrten, roten Stab schräg rechts hält.[5]
- Das Wappen der Grafen weicht davon ab und es existieren zwei Versionen: Zum einen gemäß der Adelserhöhung des bayreichen Herzogs als Reichsvikar Johann Adam Friedrich Wilhelm v. Milkau zu Schwede 1790[19] und zum anderen die der nachfolgenden preußischen Anerkennung.[20] Beschreibung Wappen des Grafen (1790) gem. Standeserhöhung durch den Reichsvikar: Get., 2-mal gesp. u. beli. mit gfl.-gekr. Herzschild, darin StW., 1 u. 6 in G. ein beiderseits geflügelter, unten durch eine Schlinge zusammengehaltener, gesenkter u. gespreizter r. Zirkel, 2 u. 5 in B. ein kgl.-gekr. schw. Doppeladler, je mit einem g. Ring im Schnabel, 3 u. 4 in S. schrägrechts eine halb geöffnete r. Schafschere; 5 H., 1. u. 5. mit schw.-b. Decken der Doppeladler, 2. mit r.-g. Decken der Zirkel, 3. StH., 4. mit r.-s. Decken ein r. Flügel; Schildh.: 2 laubbekränzte wilde Männer mit Keulen.[3] Es ist anzumerken, dass die hier dargestellte farbige Abbildung aus dem westfälischen Wappenbuch ebenfalls im Detail Abweichungen zu der Darstellung in Siebmachers Wappenbuch von 1866 im Band Preußen und unter Grafen aufweist.

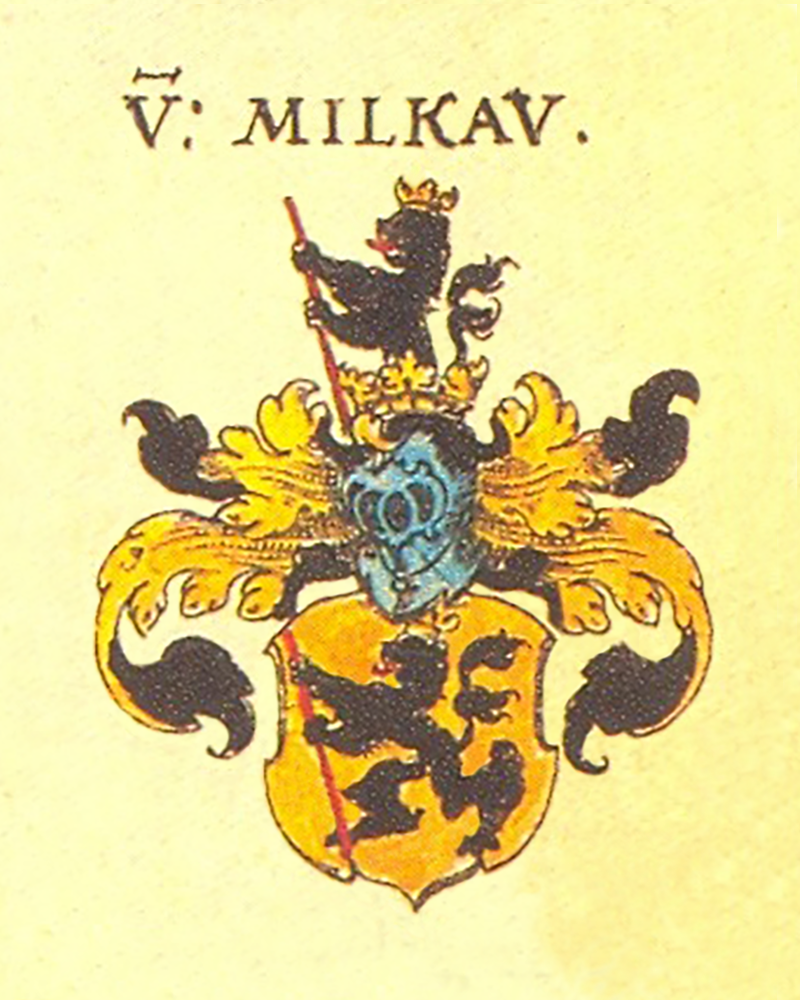
Stammwappen derer von Milkav in Siebmachers Wappenbuch
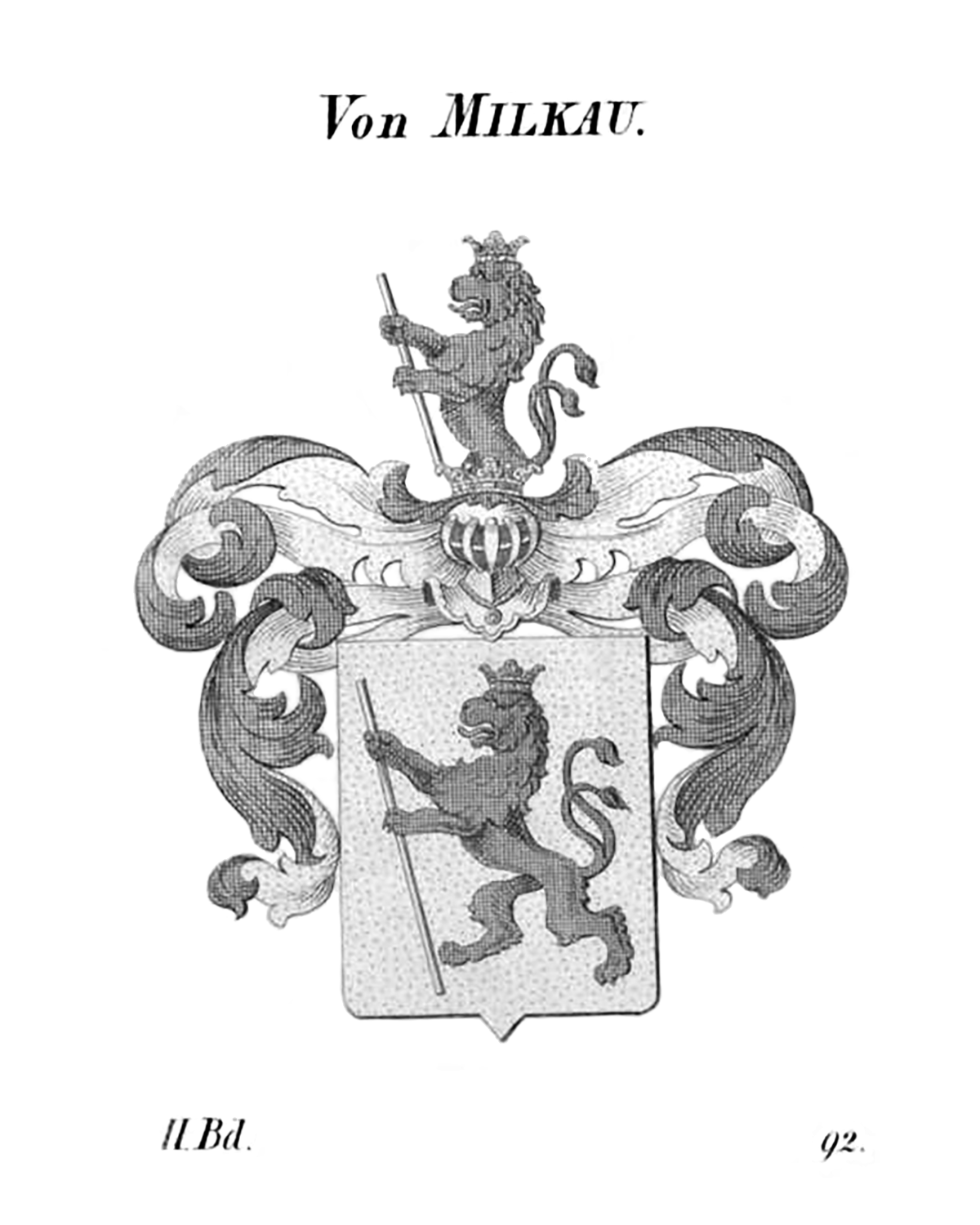
Stammwappen derer von Milkau bei Tyroff
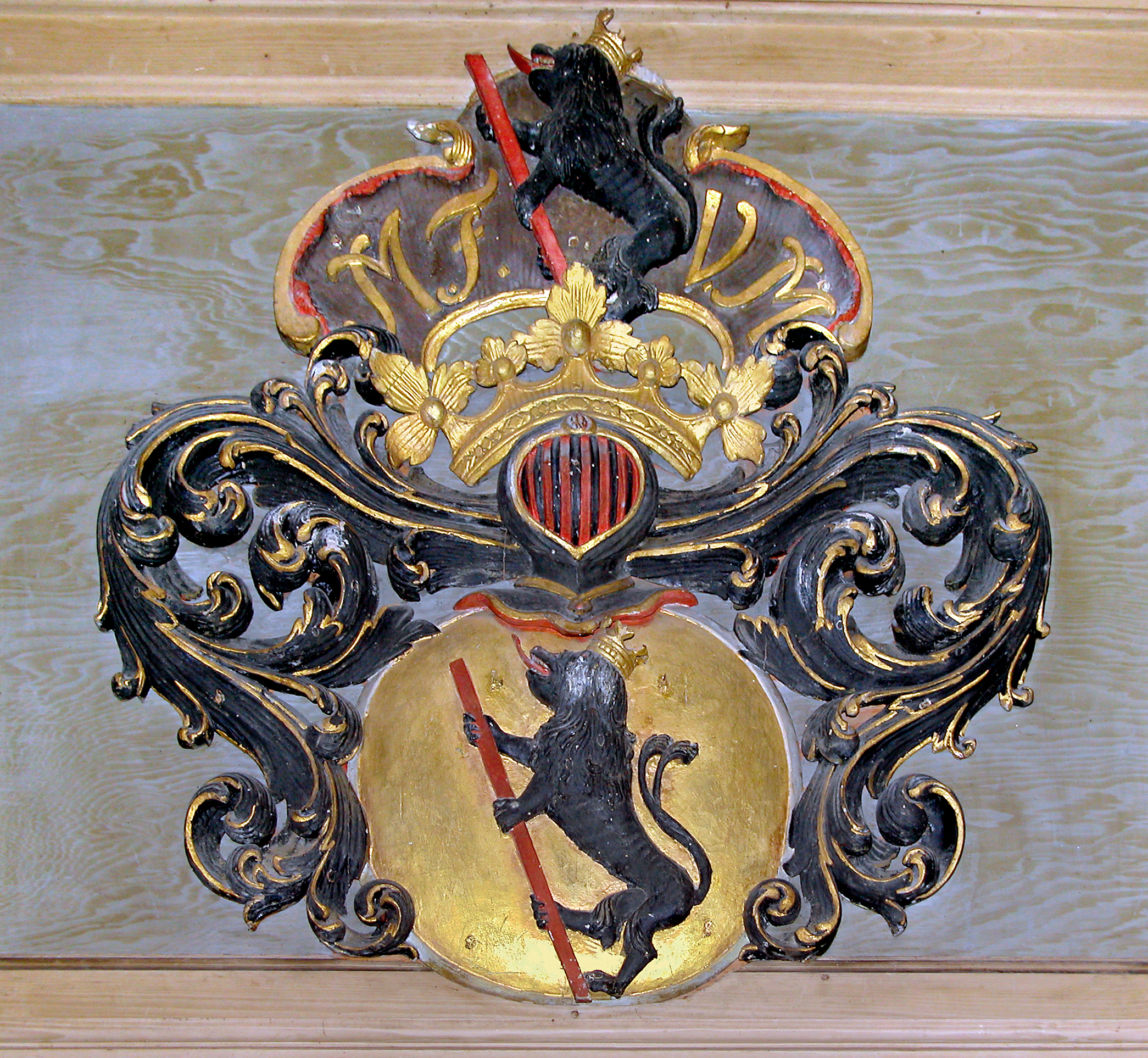
Stammwappen derer von Milkau an der Dorfkirche Reinsdorf (Waldheim)
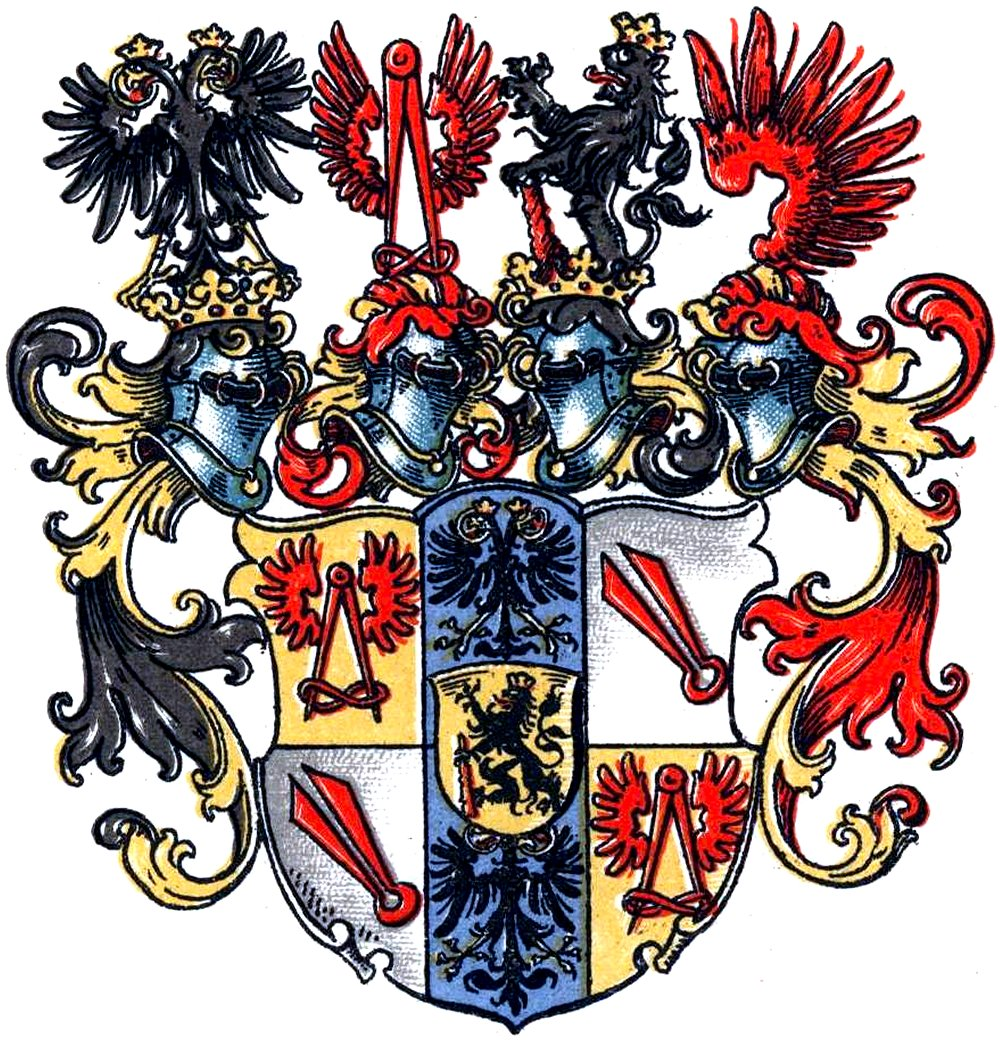
Wappen der Reichsgrafen von Milkau – Preussische Anerkennung

## Besitzungen und Güter
Ehemalige Besitzungen (Lehen und Rittergüter): Groß- und Kleinmilkau, Naundorf, Gepülzig, Alberoda, Burg Altenschönfels, Dallwitz (Priestewitz), Hohnbach (Freigut), Kobershain, Burg Kriebstein, Merzdorf, Niedermosel, Quolsdorf, Schwede und Stedingsmühle, Skassa (Großenhain), Trebitz (Bad Schmiedeberg), Wormstedt Freier Rittersitz 1694-1819,
Wildenhain und Ruppersdorf, Flößberg unterer Teil, Zauckeroda und weitere.

## Bekannte Vertreter
- Ernst Siegmund: Die ordentliche Stammreihe beginnt nach Kneschke mit Ernst Siegmund von Milckau auf Milckau (15. Jh.)[5][22][23]
- Christoph von Milkau war bis zu seinem Tode um 1550 Herr auf Alberoda.[5] Er war mit Ursula von Plaussig verheiratet († 28. Juli 1567 gem. Kirchenbuch Lößnitz-Affalter, Seite 211, Nr. 30). Seine Söhne waren Rudolph und Gottfried beide † 1565 in Ungarn, Christoph † zwischen 1556 und 1560 als Student zu Leipzig,[24] Leonhard (Gründer der Linie Altenschönfels) († Dresden den 25. Januar 1604 gem. Leichenpredigt), Hiob I. († 11. Mai 1614, gem. Leichenpredigt)(Gründer der Dallwitzer Linie) u. Friedrich Wilhelm auf Alberoda († 27. Oktober 1623, gem. Kirchenbuch Lößnitz-Affalter 1623, Nr. 44).
- Hiob II. auf Altenschönfels und Tannhoff (* 24. September 1587 Altenschönfels gem. Leichenpredigt; † 29. September 1618 Altenschönfels gem. Sterbebuch Schönfels, S. 10 1618 Nr. 16), Sohn d. Leonhard auf Altenschönfels. Er hinterließ 2 unmündige Kinder Hiob IV. und Sophia Hedwig und eine Ehefrau Emerentia geb. v. Metzsch, Tochter des Sebastian v. Metzsch auf Plohn, Hauptmann der Ämter Zwickau und Werdau u. der Anna von der Planitz aus Göltzsch. Emerentia pachtete von ihrem unmündigen Sohn Hiob Altenschönfels von Katharina 1618 – Katharina 1624. Ihre Pacht wurde von dem Vormund ihres unmündigen Sohnes Hiob, George Christoph v. Milkau auf Kleinmilkau angefochten, da sie entgegen dem Vertrag von 1618 sich 1621 sich mit Heinrich von Ende wiederverheiratete und keine Pacht zahlte, noch die Schulden ihres Sohnes tilgte.[25]
- Melchior Friedrich von Milkau Kurf. Sächs. Hauptmann kaufte 1694 das Rittergut Wormstedt von Moritz von An(c)kelamnn auf Wormstedt und Podelwitz. Er war mit Eleonora Dorothea Menius aus Auerstedt verheiratet und hinterließ nur einen Sohn Christian Friedrich. Er war Begründer der Wormstedter Linie, die bis Anfang des 19. Jhdts. existierte.[26]
- Johann Georg von Milkau erhielt das Freiherrndiplom.[5]
- Moritz Friedrich v. M. (1670 - 1740) Kurf. Sächs. General der Cavallerie Herr auf Lebusa und Sorgenfeld, kaufte 1719 von seinem Schwager Caspar Dietrich von Schönberg das Rittergut Kriebstein, welches er bis zu seinem Tod besaß. Er war seit 1703 mit Ursula Elisabeth geb. v. Schönberg aus dem Haus Pfaffroda verheiratet (Sie geb. 1683 und † 1757.) Sie hatten in der Ehe 2 Söhne und 7 Töchter.[27][28]
- Moritz Friedrich v. M. (1723 - 1787) Erb-Lehn- und Gerichtsherr auf Kriebstein und Lebusa und Herzogl-Württemberg. Kammerherr, Sohn des gleichnamigen Vaters verstarb am 12. Juni 1787 in Heilbronn unverheiratet. Nach seinem Tod ohne eigene Leibeslehnserben entstand ein Erbschaftsstreit um den Nachlass Rittergut Kriebstein zwischen seinem Universal- und Allodialerben dem geheimen Kriegsrat Carl Augusts Moritz Innozenz von Pflugk und der weibl. Verwandtschaft (Nachkommen der Töchter des Vaters Moritz Friedrich) aus den Häusern von Zehmen und von Schachten.[29]

- Johann Adam Friedrich Willhelm vom Mikau (* 23. August 1766 Schwede (KB Cappeln) † 16. Dezember 1794 Dresden (KB Dreifaltigkeitskirche Dresden)) erhielt das Grafendiplom.[5] Reichsgrafenstand München 17. Juli 1790 (vom Kurfstn Karl Theodor v.Pfalzbayern als Reichsvikar für Johann Adam Friedrich Wilhelm [Frhrn] v. Milckau, auf Schwede u. Stedingsmühlen, Burgmann zu Vechta, Kgl. preuß. Khm u. Domhrn zu Kolberg); preuß. Anerkennung … 16. August 1790 für denselben.[3] (Die Wappen unterscheiden sich in der Schildzier.)[30] Er hinterließ eine Ehefrau (Henriette Luise Tugendreich geb. v. Mitzlaff), aber keine Kinder. Er war damit auch der einzige von Milkau der den Titel eines (Reichs-)Grafen führte.[31]
- Job Adolph von Milkau (* 10. April 1746 zu Brunn bei Reichenbach (KB Neumark/BrunnnTaufbuch 1746 Nr. 14) † 16. Dezember 1798 zu Wildenhain (Sterbebuch Ramsdorf 1798, Nr. 22)): - 1774, Leipzig den 11. Okt.: Pachtkontrakt für Rittergut Löbnitz Schloßteil zwischen Johann August von Milckau und Johann Hilmar Adolph von Schönfeld. Da der Vater noch auf Wildenhain lebte, suchte er nach einer eigenen Bleibe für die Familie. Zum Rittergut gehörte Löbnitz-Schloßteil mit den Vorwerken Scholitz u. Sehlhausen, sowie den Bauerngütern (Avizische Gut, Schlossschenke und Ziegelscheune). Die Verpachtung sollte Walpurgis 1775 bis 1784 laufen (9 Jahre). Das Pachtgeld die ersten 3 Jahre 3700 und dann 4000 Taler. Er hatte die Nutzungsrechte und die „Beschwerungen“. Der Vertrag listete genau auf, welche weiteren Ausnahmen und Leistungen der Pächter gegenüber dem Verpächter zu erbringen hatte. Nicht dazu gehört die Ausübung der Gerichte und die Holznutzung. Das Schloss selbst gehört auch nicht dazu, da im Vertrag festgelegt wurde, dass zur Wohnung ein neu zu bauendes Haus bestimmt wurde. Bis dahin wurden aus dem Schloss einige Räume abgetreten. Ihm wurde auch ein Sitz in der Emporkirche zugesagt. Er musste zusichern, dass er seiner Ehefrau keinen wirtschaftlichen Zusicherung machen durfte die den Pachtgegenstand oder dessen Kaution betrafen. (Der Vertrag ist 48 Seiten lang und regelt sehr genau alle Punkte der Übernahme, Rückgabe, Kündigungsrechte, Pflichten des Pächters, Regelung für den Fall außergewöhnlicher Schäden, so z. Hochwasser der Mulde u., Rechte und Einnahmen wie Fron, Beschwerungen, Abgaben etc. - LHASA, MD, D9, DXVIb 10, Nr. 18). 1789–1790 half er dem Vater (Johann August) bei der Beschaffung der Kollatur für die Kirchen zu Großmilkau und Crossen, sowie Lehnherrschaft der Pferdnergüter zu Zschauitz (StaA Leipzig Bestand 20403 Patrimonialgericht Grossmilkau Akte Nr. 91).
- Emil Freiherr von Milkau (* 22. Oktober 1847; † 29. Mai 1916), Förderer des Kurwesens in der Stadt Tharandt, u. a. Sanatorium Sanitas von Dr. Haupt (heute: Rathaus) und Milkau-Villa (Nobbe-Bau der TU Dresden, derzeit Sächsische Landesstiftung Natur und Umwelt); Familiengruft auf dem Friedhof Tharandt. Kgl. sächs. Freiherrenstand (unter Bestätigung desselben) Dresden 27. Dezember 1915 (für Emil Frhrn. v. Milkau, Kgl. sächs. Rittmeister a. D.); Eintragung in das Kgl. sächs. Adelsbuch 25. Juni 1918 unter Nr. 535 (für denselben).[3]
- Die württembergische Linie gründete Johann August Willhelm von Milkau, Sohn des 1798 verstorbenen Johann August von Milkau.[32] Er war geboren zu Wildenhain am 11. April 1782, Taufname: Job August Wilhelm von Milkau (Taufbuch Ramsdorf 1782, Nr. 3) und starb am 1. Februar 1849 zu Comburg bei Hall als Oberst der Kavallerie a. D. und Kommandant des Invaliden-Corps zu Comburg (1832–1849)(Kirchenbuch der Militärgemeinde Hall-Comburg).
- Georg Emil Freiherr von Milkau (* 10. Oktober 1849 Oberhohndorf bei Zwickau[33] † 6. November 1889 Gut Trieb bei Nassanger) war der einzige Vertreter der Familie von Milkau in Bayern. Er verstarb unverheiratet ohne Hinterlassung von Kindern, seine Erben waren seine noch lebenden Geschwister. Im Nachlass werden seine Geschwister und seine Eltern Emil Frh. v. Milkau ⚭ Amalie von Milkau geb. Porges u. Geschwister: Emil Frhr. v. Milkau, Maria Amalie von Milkau, Amalie Elisabeth von Steindel geb. von Milkau, Amalie Margarethe von Jäckel geb. von Milkau erwähnt.[34]
- Freiherr Hans Dedo von Milkau (1858–1913), sächsischer Generalmajor